# Артополот (заказник, Лохвицький район)
Артополо́т — гідрологічний заказник місцевого значення в Україні. Об'єкт природно-заповідного фонду Полтавської області.
Розташований у межах Лохвицького району Полтавської області. Являє собою болотно-лучний масив у долині річки Сули та пригирлової частини її лівої притоки — Артополот.
Має важливе водоохоронне значення, біоцентр природного ядра Сулинського екологічного коридору. Характеризується високими ресурсними показниками для деяких лікарських рослин, має созологічне значення як місце зростання рідкісного виду — косариків тонких.

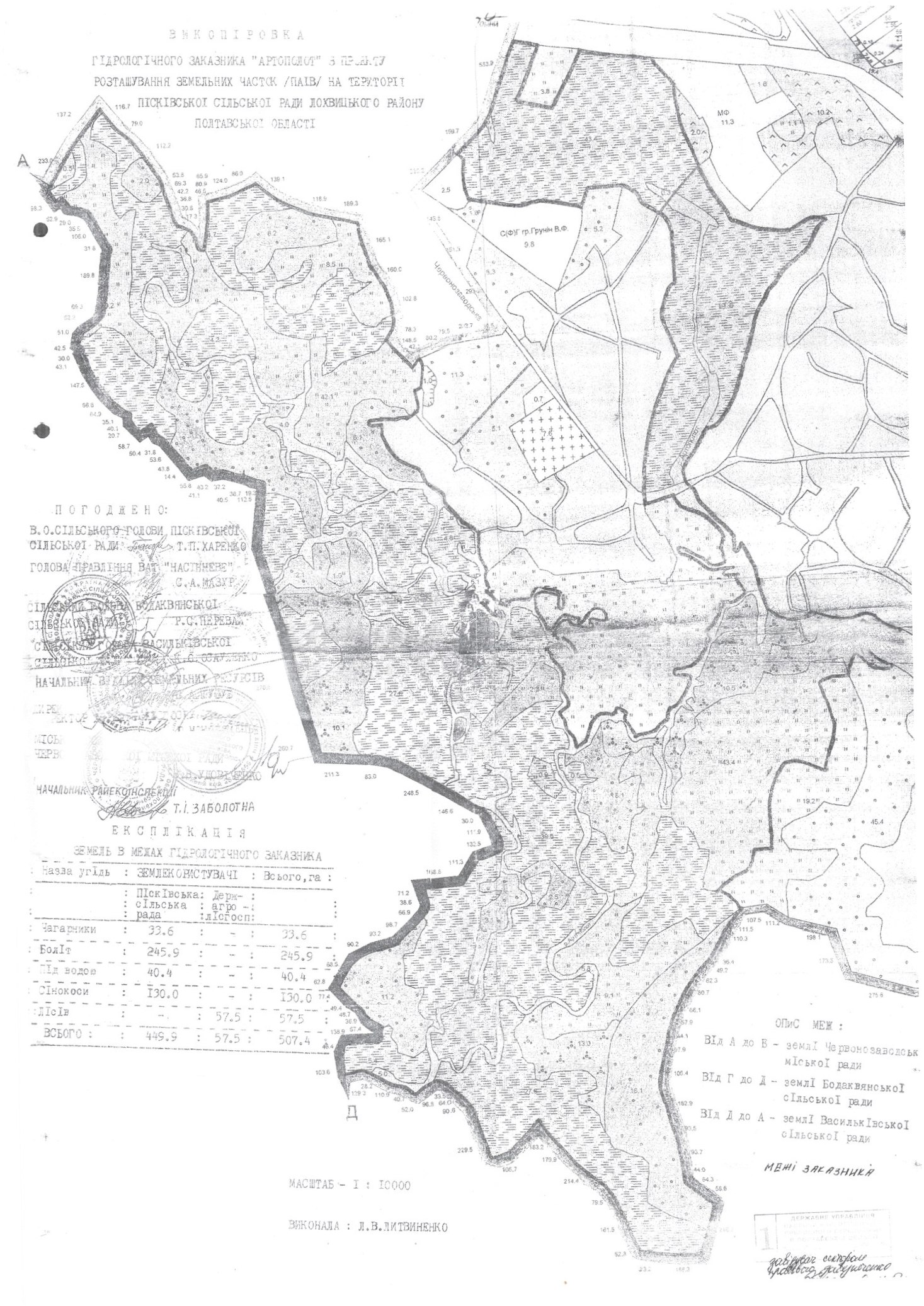
Межі гідрологічного заказника «Артополот» з проекту розташування земельних часток (паїв)

## Характеристика
Площа — 507,4 га. Територія заказника передана під охорону Пісківської сільської ради — 449,9 га. та Лохвицький держагролісгоспу — 57,5 га.
Ділянка заказника охоплює заплавний комплекс навколо долини двох річок — Сули та її лівої притоки р. Артополот, в якому переважають болота, по периферії лучні ділянки, у притерасних смугах — вільшняки з домішкою тополівників. Ґрунти переважно болотисті, на луках місцями торф'янисті. Ботанічну цінність даної території визначають невеликі площі заплавних лук, які прилягають до села Пісочки. На території заказника можна зустріти близько 261 вид наземних хребетних, які об'єднані у 26 рядів, 69 родин та 164 роди. Серед них відмічено 18 видів, занесених до Червоної книги України, 6 видів, занесених до Європейського Червоного списку, та 27 регіонально-рідкісних. Причому, орлан-білохвіст належить до Червоної книги України та Європейського Червоного списку одночасно.
На території заказника в обмежених обсягах дозволена господарська діяльність: випасання худоби на 100 га і сінокіс на 20 га.
Територія заказника має використовуватись в першу чергу:
1. у природоохоронних цілях;
2. у наукових цілях;
3. в освітньо-виховних цілях.

Мета створення заказника: охорона та збереження заплавних комплексів р. Сули та р. Артополот, що має водорегулююче, природоохоронне, наукове та естетичне значення, як біоцентр природного ядра Сулинського екологічного коридору.

### Основні завдання заказника
- збереження та охорона заплавних ділянок з типовою флорою та фауною, як стабілізатора мікроклімату, регулятора водного режиму р. Сули та її притоки р. Артополот, має созологічне значення як місцезростання рідкісного виду — косарики тонкі, місця проживання водоплавних, болотних птахів та диких тварин;
- підтримання загального екологічного балансу в регіоні;
- поширення екологічних знань тощо.

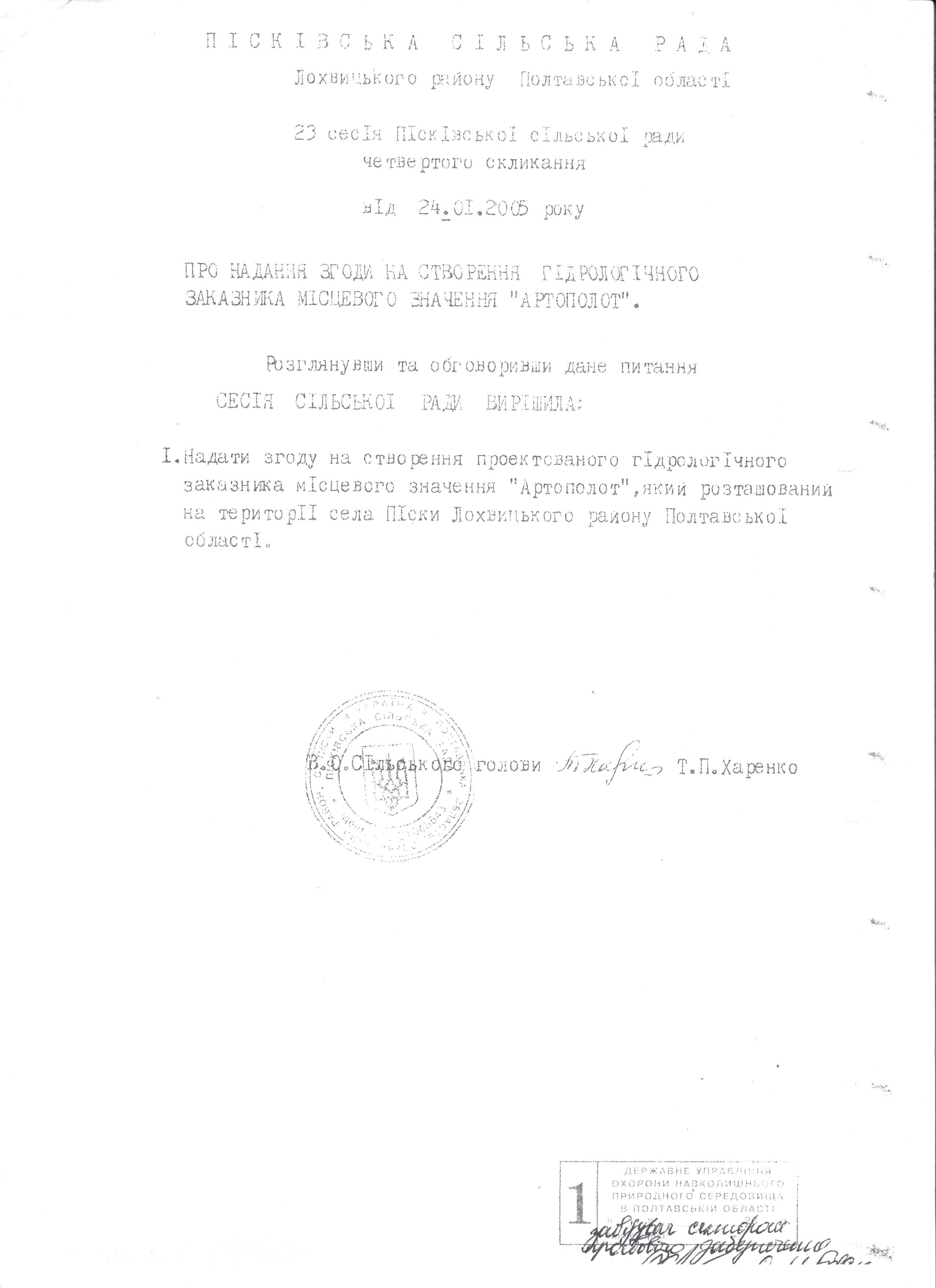
Надання згоди на створення заказника депутатами Пісківської сільської ради від 24 січня 2005 року
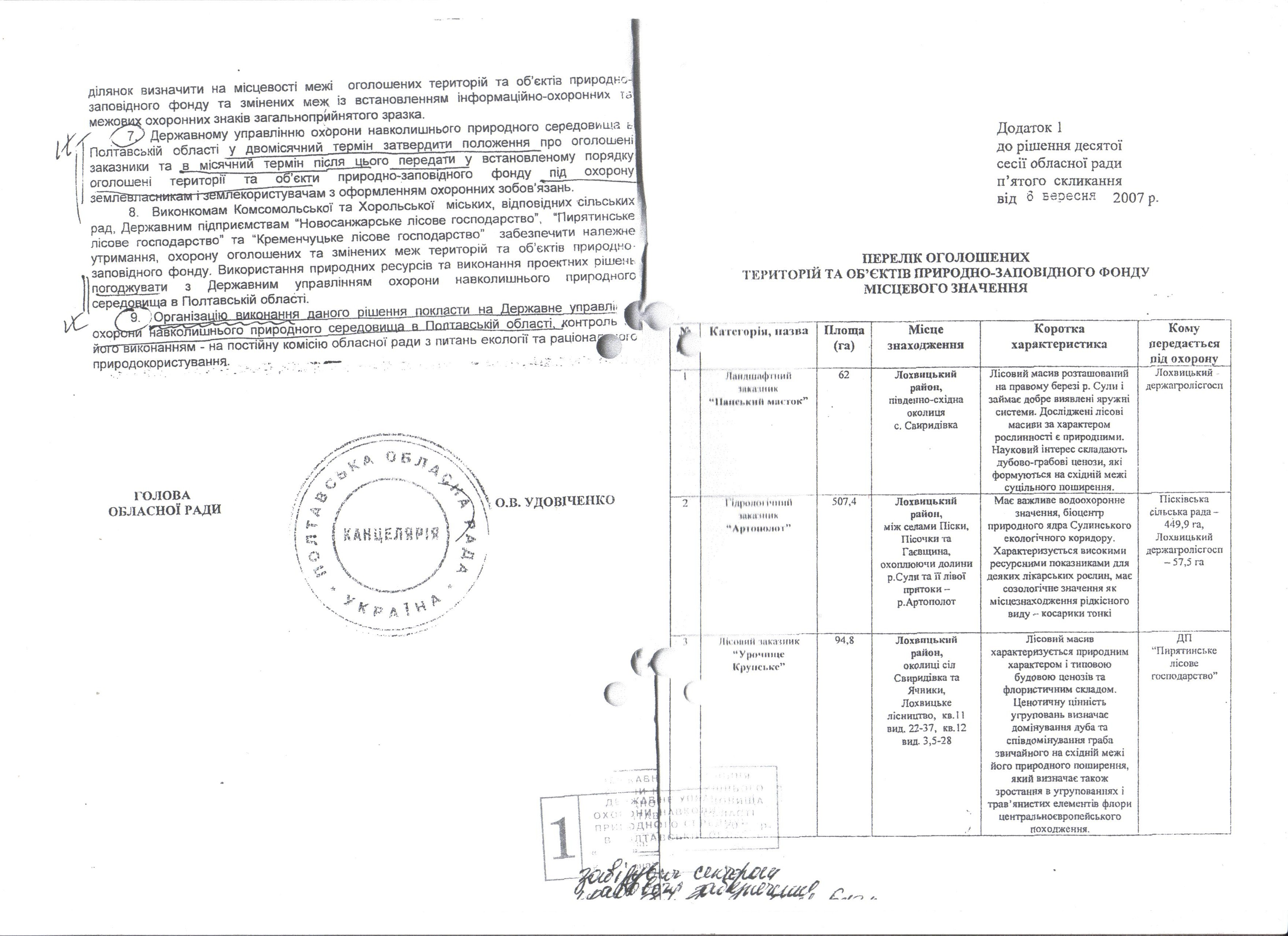
Додаток № 1 до рішення 10-ї сесії Полтавської облради п'ятого скликання про створення заказника від 6 вересня 2007 року
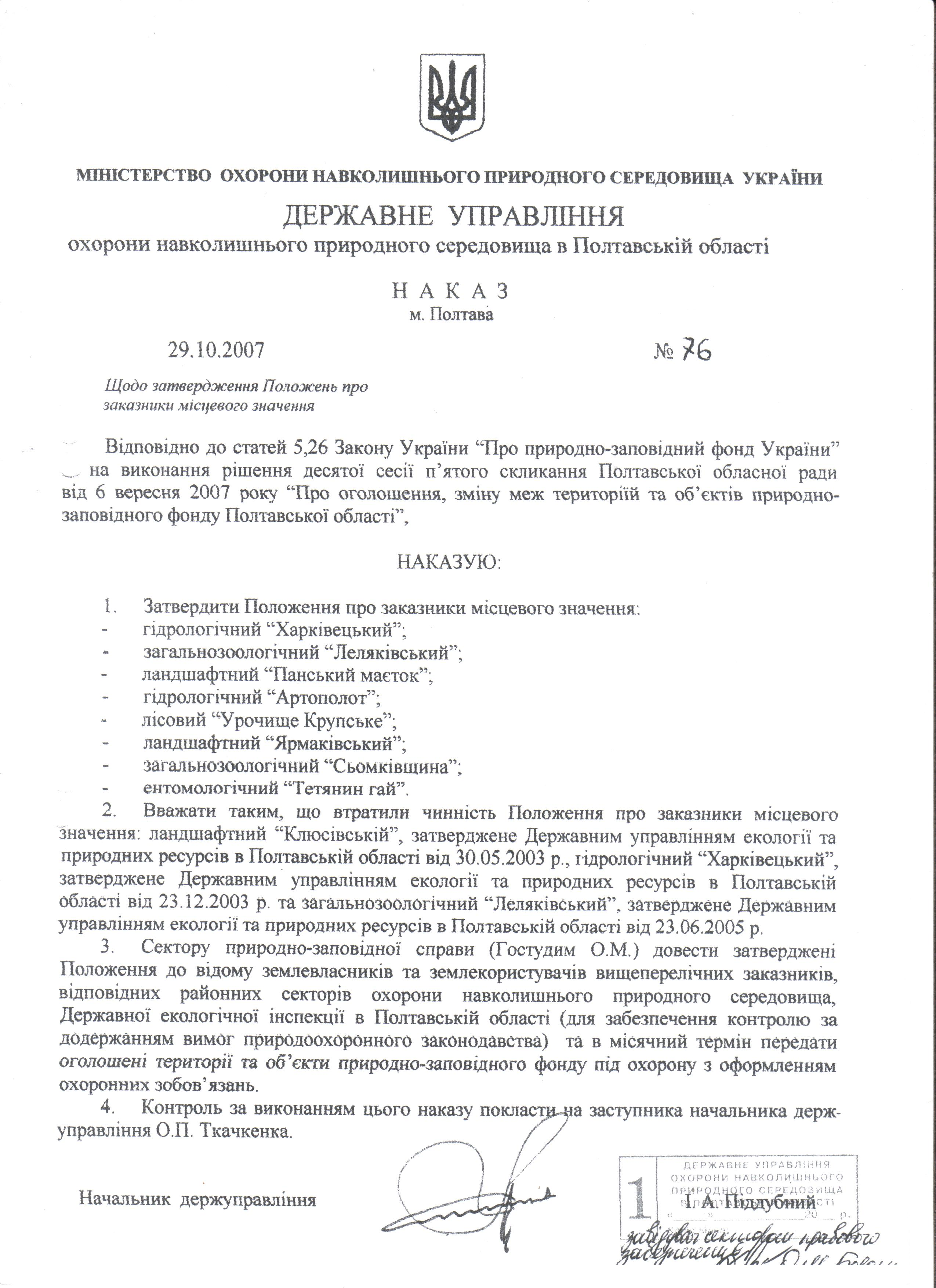
Затвердження положення про Заказник від 29 жовтня 2007 року
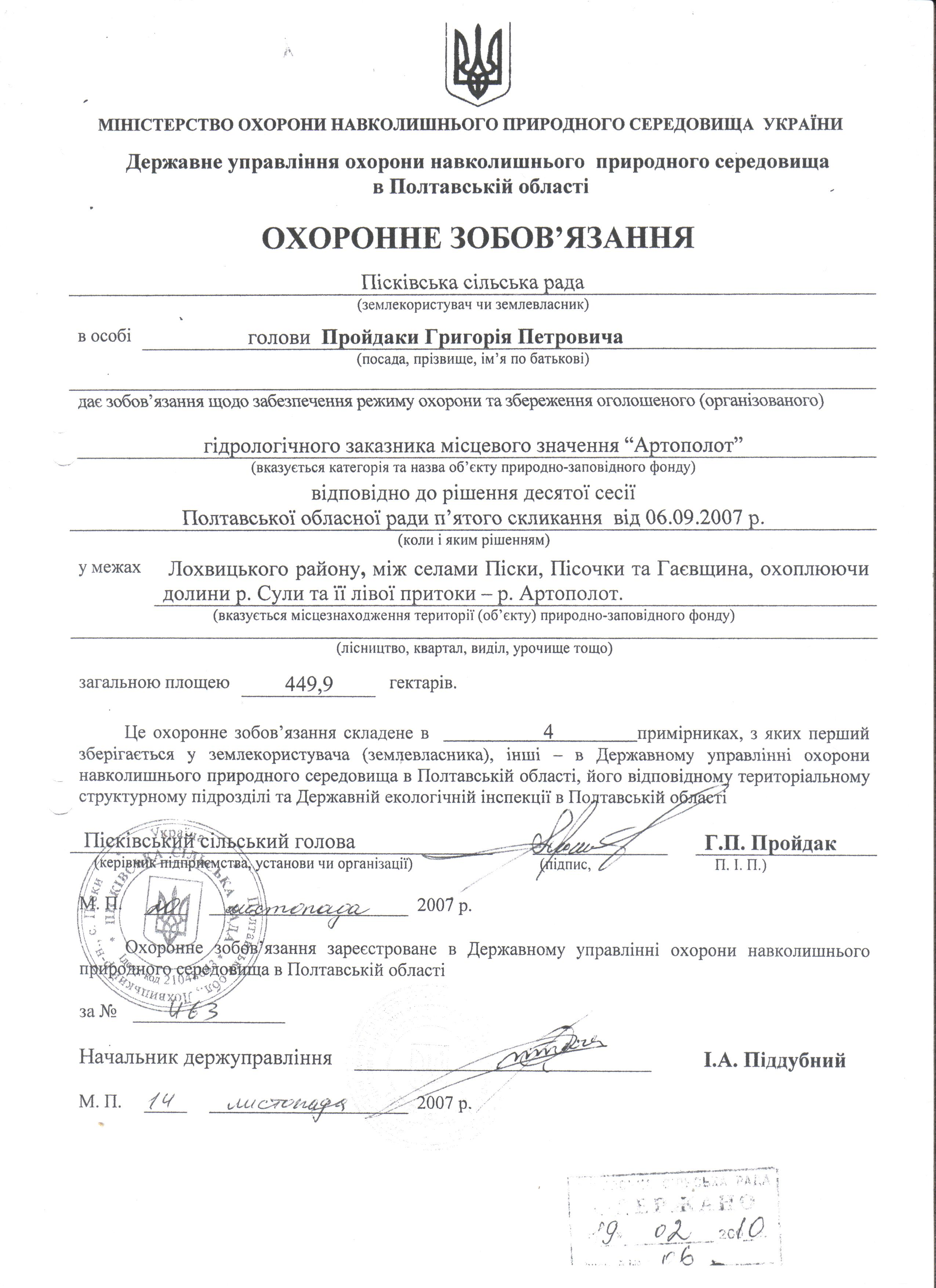
Охоронне зобов'язання Пісківської сільської ради від 14 листопада 2007 року
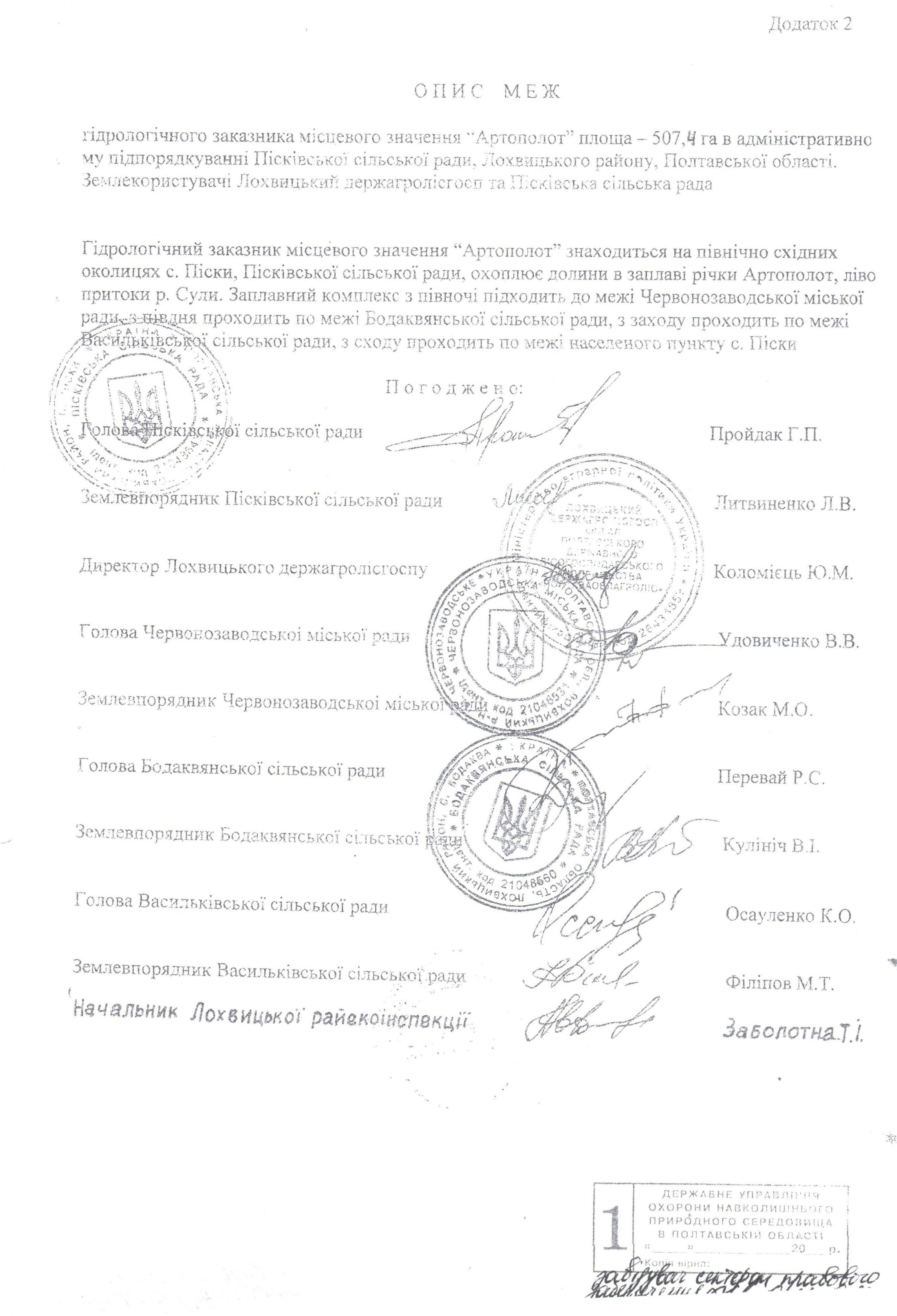
Опис меж Гідрологічного заказника «Артополот»

## Флора
Територія заказника включає типові заплавні комплекси: водойми, болота, заплавні луки, ліси (вільшняки). Водна рослинність річок Сула та Артополот представлена різними екологічними групами: вкоріненими з надводними листками (латаття біле, глечики жовті), вільноплаваючими на поверхні (жабурник звичайний, багатокорінник, ряска мала, сальвінія плаваюча), зануреними в товщу води (кушир занурений, водопериця кільчаста). Прибережно-водні смуги утворюють типові гідрофільні види — очерет звичайний, рогіз вузьколистий та широколистий, куга озерна, лепешняк великий. Найбільші площі займають болота — високотравні з чагарниками (верба попеляста, верба вушката, верба тритичинкова). Вони займають зволожені ділянки. Їхній флористичний склад досить збіднений і представлений переважно очеретом звичайним, рогозом широколистим та вузьколистим. У периферійних частинах на болотах розвивається більш різноманітне різнотрав'я із вологолюбних видів, серед яких є зарості цінних лікарських рослин — м'яти водяної, вовконіга європейського, живокіста лікарського, аїру звичайного. З боку с. Пісочки у притерасній частині р. Артополот зростає вільшаник віком 40-50 років. У ньому щільні зарості утворюють кропива жабрієлиста, сідач коноплевий, гадючник в'язолистий. На узліссі вільшаника виявлено популяцію оману високого — цінної лікарської рослини, яка охороняється в Полтавській області. В оптимальних умовах зволоження трав'яниста рослина досягала максимального розміру: довжина листкової пластинки сягала 115 см, ширина — 45 см, висота пагону з квітконосами сягала 2,5 м. На ділянці із тополею білою чагарниковий ярус утворює глід, свидина кров'яна, клен татарський, у трав'яному покриві домінує яглиця звичайна.
Ботанічну цінність території заказника визначають невеликі площі природних заплавних лук, які прилягають до с. Пісочки. Основу травостою складають злаки (домінує щучник дернистий) та різнотрав'я, яке характеризується значним різноманіттям. Найвище проективне покриття утворюють типові види заплавних лук — дзвінець малий, конюшина лучна, лядвенець український, кульбаба лікарська, герань лучна, вовчуг польовий, волошка лучна, люцерна лежача та хмелевидна, жовтець їдкий, перстач повзучий, морква дика, осот сизий, цикорій дикий, любочки осінні, деревій звичайний. На луках чисельні популяції утворює цінна лікарська рослина — родовик лікарський, який вперше знайдений на території Лохвицького району. На ділянках, прилеглих до болота, виявлена численна популяція рідкісної рослини, занесеної до Червоної книги України — косариків тонких.

## Фауна
На території проектованого заказника можна зустріти близько 261 виду наземних хребетних, які об'єднані у 26 рядів, 69 родин та 164 роди. Серед них відмічено 18 видів, занесених до Червоної книги України, 6 видів, занесених до Європейського Червоного списку та 27 регіонально рідкісних. Причому, орлан-білохвіст занесений до Червоної книги України та Європейського Червоного списку одночасно. Фауну наземних хребетних заказника можна розподілити на 4 фауністичні комплекси: деревно-чагарниковий, прибережно-водний, лучно-степовий та синантропний.

### Птахи

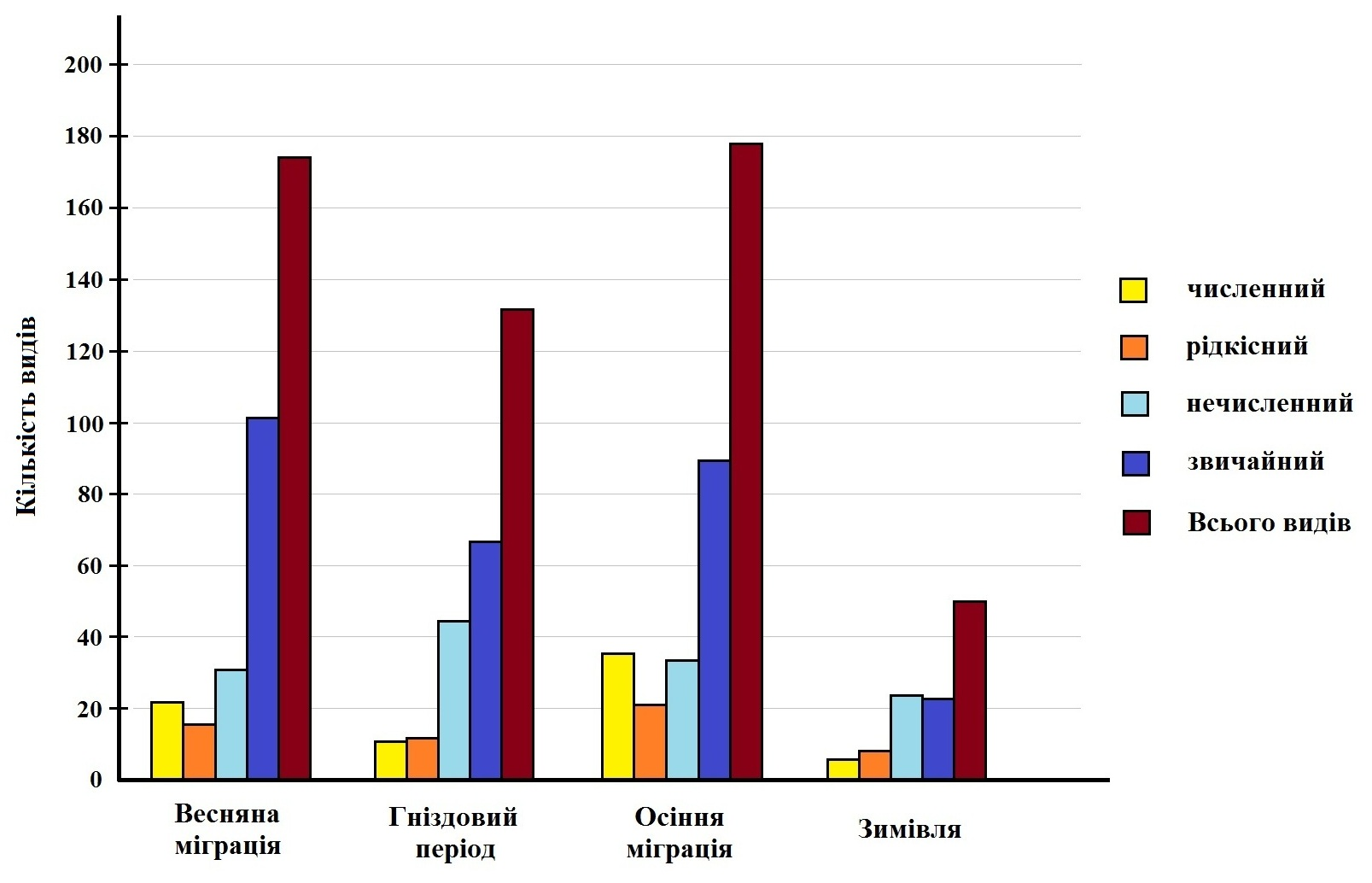
Мал. 1. Кількісна характеристика орнітофауни заказника «Артополот» в різні періоди річного циклу птахів

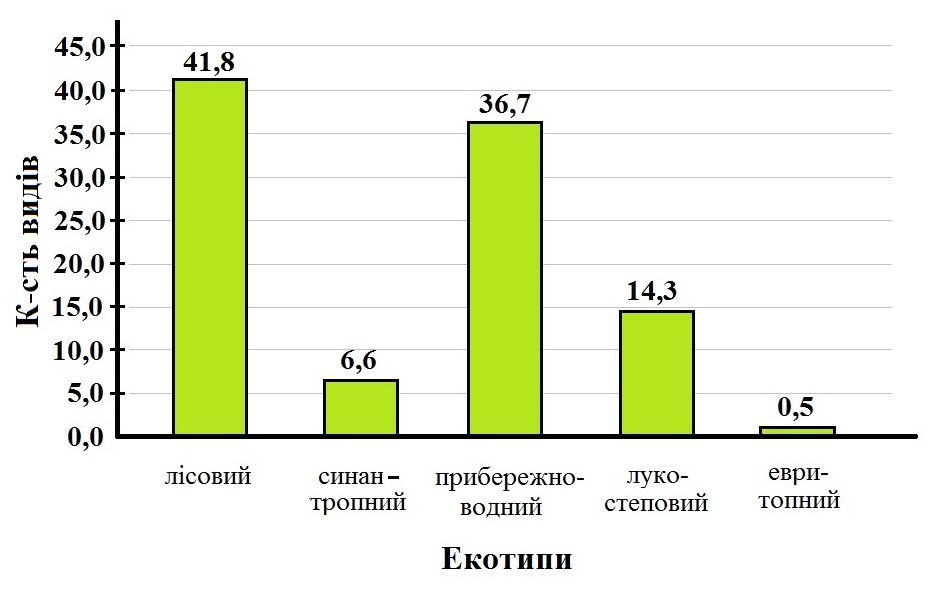
Мал. 2. Екологічна структура теріофауни заказника «Артополот»

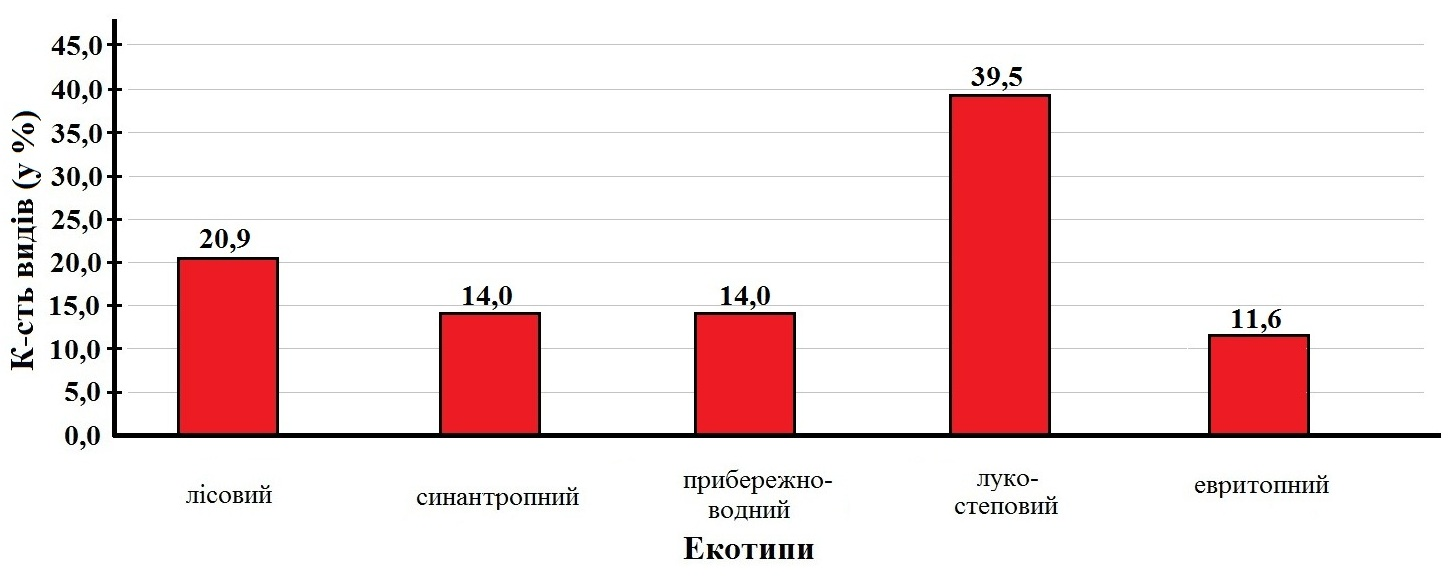
Мал. 3. Екологічна структура теріофауни заказника «Артополот» (43 види)

Тут трапляється 196 видів, що належать до 15 рядів, 44 родин та 119 родів. Це становить 63,2 % від загальної кількості видів птахів, будь-коли зафіксованих на території Полтавської області. Серед них відмічено 15 видів, занесених до Червоної книги України, 2 види, занесені до Європейського Червоного списку та 25 регіонально рідкісних.
У гніздовий період на території заказника виявлено 131 вид, в тому числі у складі гніздуючих видів відмічені занесений до Червоної книги України журавель сірий, занесений до Європейського червоного списку деркач; регіонально рідкісні шуліка чорний, норець малий, нерозень, широконіска, чернь чубата, вальдшнеп, грицик великий, дрізд білобровий, кропивник, мухоловка мала, чечевиця звичайна, просянка та інші.
Кількісну характеристику орнітофауни заказника в різні періоди річного циклу птахів видно на Мал. 1. Під час весняної та осінньої міграцій видно значне збільшення видового різноманіття птахів. Саме в періоди міграцій відмічена переважна більшість видів, занесених до Червоної книги країни, Європейського червоного списку та регіонально рідкісних.
Найбільша кількість видів птахів заказника належить до деревно-чагарникового фауністичного комплексу — 82, або 41,8 % від загального числа видів (Мал. 2). У гніздовий сезон трапляється 57 видів цього комплексу. Прибережно-водний фауністичний комплекс є наступним за ступенем, насиченості видами — сюди входить 72 види, або 36,7 %. У гніздовий сезон буває 40 видів.
Лучно-степовий комплекс представлений 28 видами (14,3 %). У гніздовий сезон трапляється 21 вид.
До складу синантропного фауністичного комплексу входить 13 видів (6,6 %), причому всі вони трапляються і на гніздуванні.

### Ссавці
Відмічено 43 види, що належать до 6 рядів, 14 родин та 33 родів. Це складає 65,1 % від загальної кількості видів звірів Полтавської області. Серед них відмічено 3 види, занесені до Червоної книги України, 4 види занесені до Європейського червоного списку та 2 регіонально рідкісні. Причому, видра одночасно належить до Червоної книги України та Європейського червоного списку.
З найцікавіших звірів тут можна зустріти бобра, ондатру, лисицю звичайну, куницю кам'яну та лісову, кабана та інших.
До деревно-чагарникового фауністичного належить 9 видів, або 20,0 % (Мал. 3).
Прибережно-водний фауністичний комплекс містить всього 6 видів (14,0 %).
Лучно-степовий комплекс також представлений 6 видами (14,0 %).
Крім того, в синантропний фауністичний комплекс входить 5 видів (11,6 %).
Найбільшу за кількістю видів групу представляють ссавці, що належать до евритопного екологічного типу (17 видів, або 39,5 %). Вони значною мірою посилюють репрезентативність ссавців у всіх фауністичних комплексах.
Ссавці зі спеціальним статусом охорони:
Нетопир карлик — Регіонально рідкісний
Хом'ячок сірий — Регіонально рідкісний
Горностай — Червона книга України
Борсук — Червона книга України
Видра — Червона книга України, Європейський Червоний список
Вушан звичайний — Європейський Червоний список
Сліпак звичайний — Європейський Червоний список
Вовк — Європейський Червоний список

### Плазуни
Відмічено 5 із 11 видів Полтавщини, що належать до 2 рядів, 4 родин та 4 родів.
Вони входять до складу лише 3 фауністичних комплексів: 2 до деревно-чагарникового — ящірка живородяча та гадюка звичайна; 2 до прибережно-водного — черепаха болотна та вуж звичайний і 1 до лучно-степового — ящірка прудка.

### Земноводні
Відмічено всі 10 видів Полтавщини, що належать до 2 рядів, 6 родин та 6 родів.
Хоча всі амфібії у період розмноження пов'язані з водним середовищем, справжніми водно-болотними формами, які входять до прибережно-водного фауністичного комплексу, серед наших земноводних є тільки 2 — джерлянка червоночерева та жаба озерна. Крім того, численним у водоймах буває гібрид між жабою озерною та жабою ставковою. Цікаво, що при цьому одну з батьківських форм, а саме, жабу ставкову, не вдалося.
До лучно-степового комплексу входить лише ропуха зелена.
Найбільше видів представлено у деревно-чагарниковому фауністичному комплексі — 7 видів: квакша звичайна, жаба гостроморда та трав'яна, ропуха сіра, а також тритон гребінчастий і звичайний. Часничниця звичайна може входити до деревно-чагарникового, лучно-степового та синантропного комплексів.

## Галерея

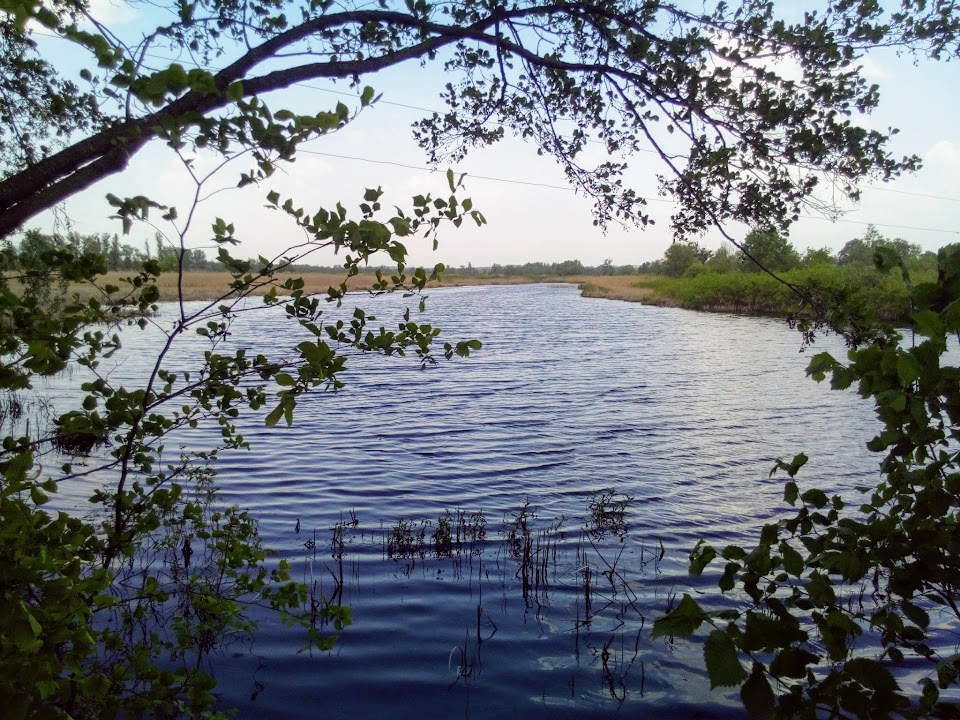
Артополот. Вид з під мосту.
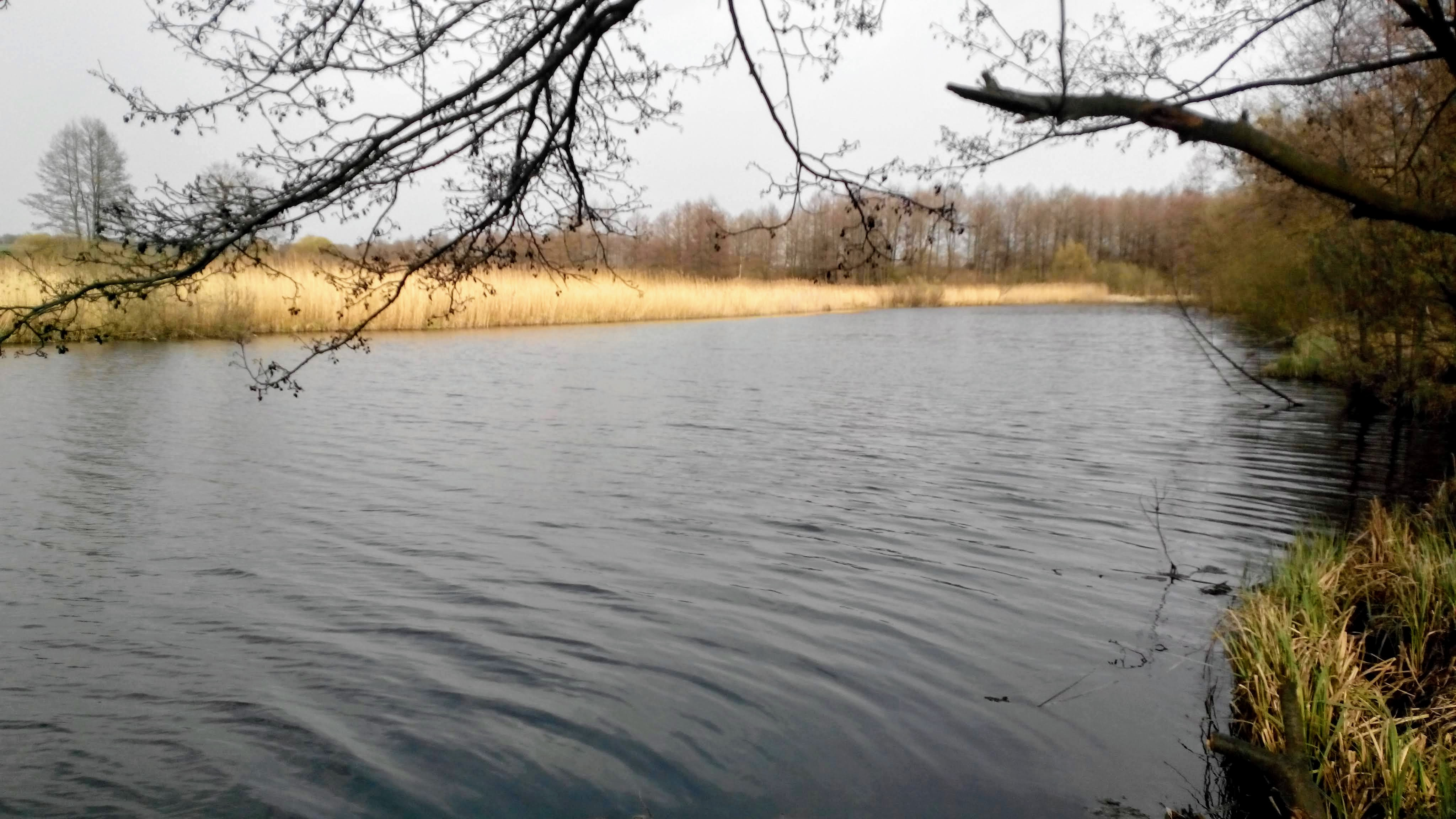
Водне плесо Артополоту
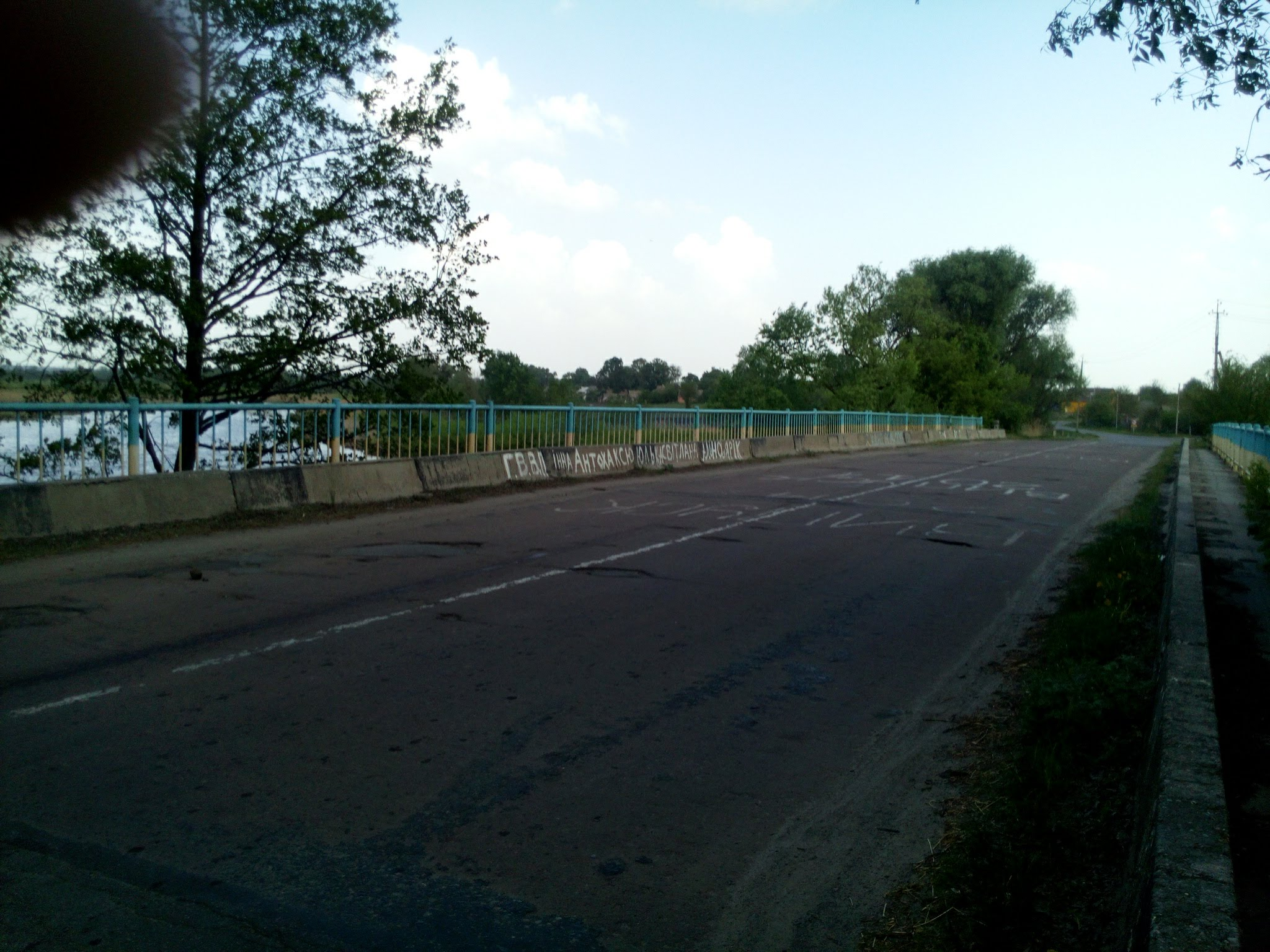
Міст через річку Артополот в селі Піски
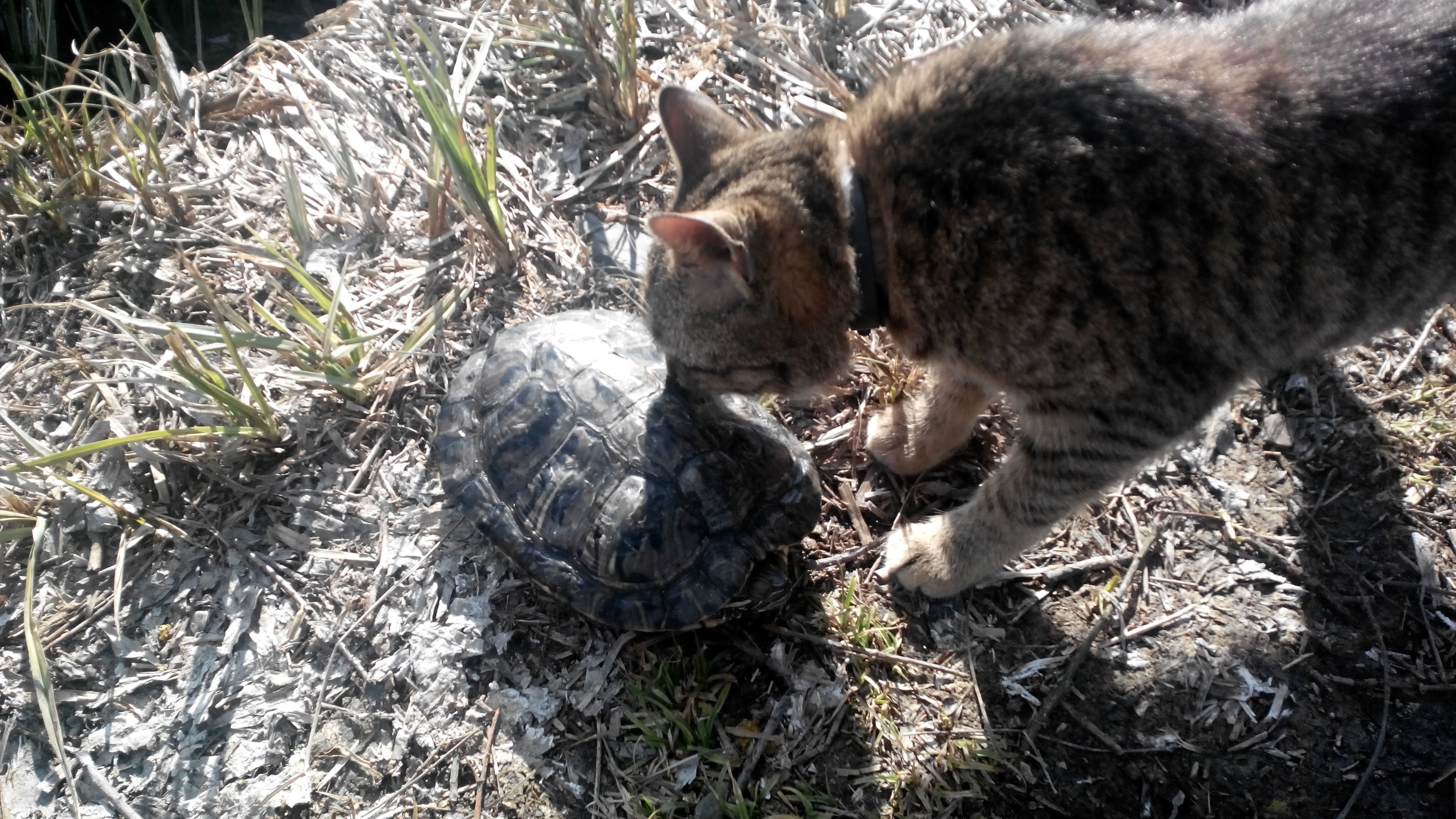
Черепаха болотяна. Знайомство
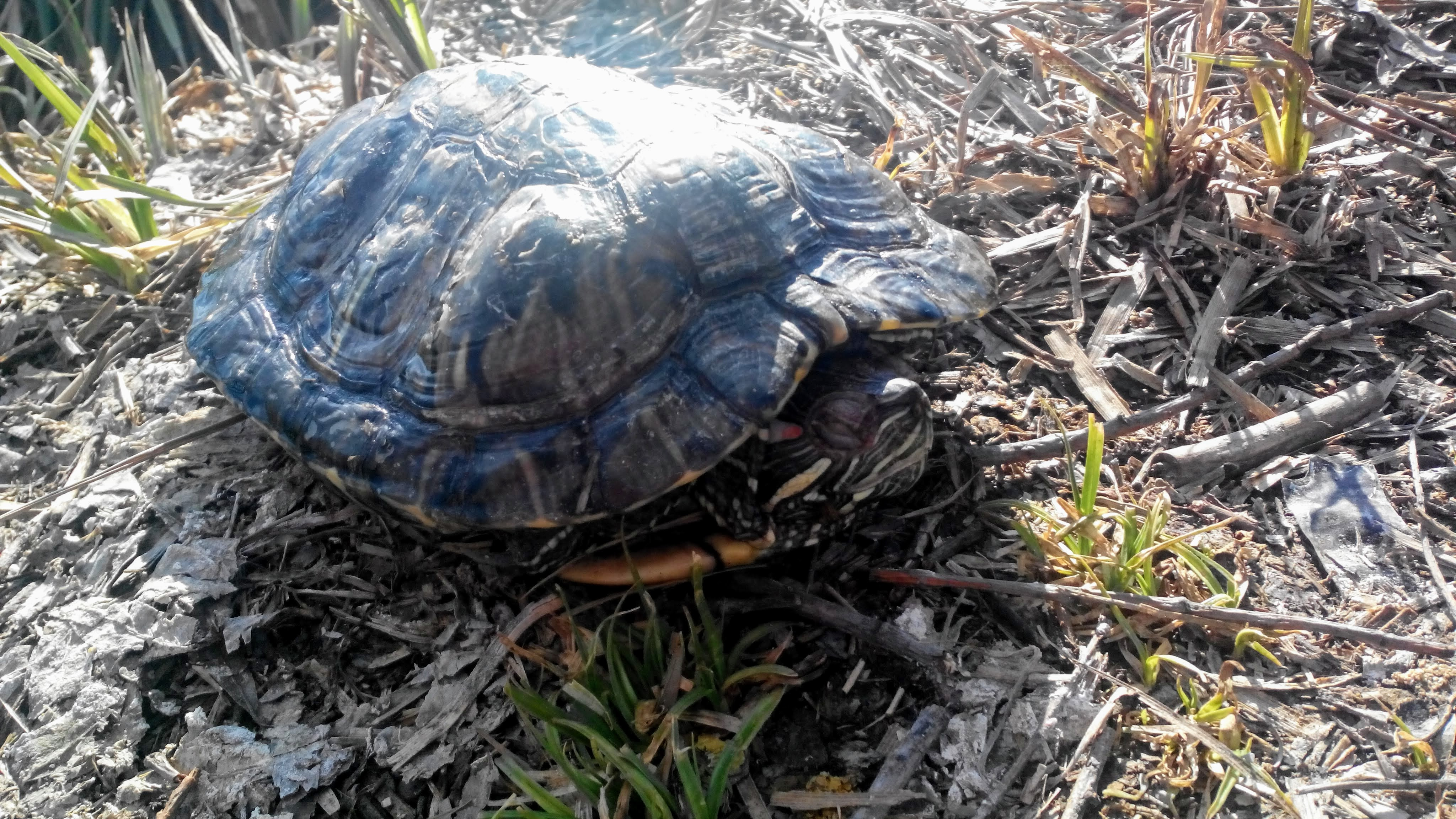
Черепаха болотяна в природному середовищі